# 港鐵學生乘車優惠計劃
港鐵學生乘車優惠計劃（英語：MTR Student Travel Scheme）（下稱：本計劃），是港鐵公司提供予12至25歲（實際可達27歲當年的10月31日）、現正就讀於本港認可院校全日制日間課程的任何人士（下稱：合資格學生）的車費優惠計劃。

## 簡介
基本上所有香港公共交通工具，所有年滿12歲的乘客，包括學生，均視作成人，須繳付成人車／船費。唯有港鐵公司，自資向12至25歲的合資格學生，提供若干車費優惠，故設立本計劃。

## 優惠資料
享用本計劃的合資格學生，須持有「學生身分」個人八達通，乘搭港鐵、輕鐵及港鐵巴士（新界西北）（不包括涉及羅湖站及落馬洲站的部份車程、機場快綫、港鐵接駁巴士）時，以其繳付車費，可享有學生特惠車費，詳情如下：
- 港鐵（不包括涉及羅湖及落馬洲站的車程、東鐵綫頭等車廂、機場快綫、港鐵接駁巴士）、輕鐵及港鐵巴士（新界西北）：所有車程的學生特惠車費，皆和小童特惠車費相同，約為成人車費的半價。
- 涉及羅湖站或落馬洲站的車程：如往／返東鐵綫紅磡站至上水站、或屯馬綫顯徑至烏溪沙站，會收取成人車費；往返其他港鐵車站，會以羅湖站或落馬洲站至九龍塘站的成人車費，再加九龍塘站至該起點／終點站的小童特惠車費（以相關百分比計算，詳情以港鐵網站或MTR Mobile為準）。
- 東鐵綫頭等車廂：除支付學生特惠車費，另收取相等於該程東鐵綫普通等成人車費，作為頭等額外收費。
- 機場快綫及港鐵接駁巴士：不設學生優惠，即使是享用本計劃的學生，亦須付成人車費。因前者一向不設學生特惠車費；後者則因由九巴而非港鐵經營。但如乘搭港鐵後，一小時內轉乘港鐵接駁巴士，港鐵接駁巴士車程免費；如乘搭港鐵接駁巴士後，一小時內轉乘港鐵，巴士車程會扣除成人車費，港鐵車程則以該程港鐵特惠車費，減免巴士成人車費計算；如港鐵車程特惠車費，低於巴士車程成人車費，則港鐵車程免費，但不退回巴士車程車費。如星期日及公眾假期，乘搭港鐵接駁巴士K12路綫轉乘港鐵、或相反，則分別須付巴士成人車費及港鐵特惠車費，不會因轉乘而有減免。

### 其他指定交通工具
除港鐵外，使用「學生身分」個人八達通乘搭以下公共交通，亦可享若干優惠：
- 九龍巴士：乘搭指定同一條或同一組別長途日間路綫，回程半價。
- 愉景灣航運及指定愉景灣巴士路綫：使用已同時加註愉景灣居民的「學生身分」個人八達通，可享小童優惠車費；訪客則不設優惠車費。
- 綠色專綫小巴：指定路綫可享優惠車費。

### 重要事項
- 「學生身分」個人八達通的學生優惠，只適用於港鐵及上述指定交通工具，並不能作其他學生優惠用途，如公共游泳池、博物館、娛樂場所的學生優惠收費等（特別註明除外）。
- 乘客入閘後，必須於150分鐘內出閘，否則須前往客務中心或自助客務機出示有關八達通或車票，並以現金支付最高特惠單程票車費（現時為HK$31），方可發出出閘專用票，再憑該票出閘。
- 因應香港賽馬會的規定，未滿18歲的人士在所有賽馬日不可進入馬場。因此供18歲以下學生使用的「學生身分」個人八達通在任何情況下，均不能於馬場站使用（非賽馬日的特別活動除外）。

## 申請方法

### 申請資格
申請人必須為符合下列定義的學生：
「學生」是指12至25歲、現正就讀於本港認可院校全日制日間課程的任何人士。未滿26歲的學生亦可申請，以遞交申請表時的年齡為準。
「全日制日間課程」一般是指要求修讀人士於本港一個學年內在認可院校修讀30週或以上，而每週上課時間不少於20小時的日間課程。
「認可院校」是指：
- 《教育條例》（第279章）第2條所指的學校；
- 《教育條例》（第279章）第3條所指的註冊學校；
- 《教育條例》（第279章）第9條1(a)及1(b)所豁免的學校；
- 學校的定義根據《教育條例》（第279章）第3條所定；
- 香港鐵路有限公司不時認可的其他學校；
- 不包括根據《教育條例》（第279章）註冊並提供非正規課程的私立學校。

### 「學生身分」期限
個人八達通內「學生身分」期限，可以在各港鐵客務中心（顯徑站、啟德站、宋皇臺站及土瓜灣站除外）、自助客務機、售票增值機（設於堅尼地城站、香港大學站、西營盤站、海洋公園站、黃竹坑站、利東站、海怡半島站、黃埔站、何文田站、九龍塘站、旺角站、顯徑站、啟德站、宋皇臺站及土瓜灣站）或八達通查閱機上查閱。
| 班級                 | 有效年期 （期限於到期年份的10月31日） | 到期日 （以2024/25學年提交申請表時為準） |
| 小四或以下           | 6年                                   | 2030年10月31日 |
| 小五                 | 5年                                   | 2029年10月31日 |
| 小六                 | 4年                                   | 2028年10月31日 |
| 中一                 | 3年                                   | 2027年10月31日 |
| 中二                 | 2年                                   | 2026年10月31日 |
| 中三                 | 1年                                   | 2025年10月31日 |
| 中四                 | 3年                                   | 2027年10月31日 |
| 中五                 | 2年                                   | 2026年10月31日 |
| 中六或以上／大專院校 | 1年                                   | 2025年10月31日 （其後須逐年申請延續） |
| 特殊學校             | 按課程而定                            | 如就讀與上述中、小學學制相同年級課程者，其到期日期將會與有關年級相同，但不少於3年（即2027年10月31日）（以較長者為準）； 其餘特殊學校學生一律為3年（即2027年10月31日） |

註：該學年為同年9月1日起，至翌年8月31日。

### 申請方式

#### 網上申請
申請人可直接透過 MTR Mobile 或「港鐵學生乘車優惠計劃網站」() 提交證明文件。申請獲確認後，申請人可透過八達通App繳付申請費及辦理手續，毋須前往港鐵客務中心辦理手續。此安排暫時只適用於啟動／延續個人八達通內「學生身分」。

#### 實體表格
實體表格可向各港鐵客務中心、以及港鐵各學生乘車優惠計劃辦事處（金鐘站、大圍站及兆康站）索取（只提供少量表格），亦可於港鐵網頁下載。

### 申請「學生身分」個人八達通
享用本計劃的人士，須持有卡背印有卡主相片的個人八達通，如果本計劃申請人：
- 未有個人八達通
- 現有個人八達通已加註「殘疾人士身分」
- 現有個人八達通卡背沒有印有卡主相片

以上任一情況，皆須申請新「學生身分」個人八達通。唯如現有個人八達通已加註「殘疾人士身分」，可享用比本計劃更優厚的「長者及合資格殘疾人士公共交通票價優惠計劃」，故一般不需另行申請「學生身分」個人八達通。
申請費用為HK$90。當中包括HK$50按金、HK$20八達通公司手續費、以及HK$20港鐵公司行政費。首次申請「學生身分」個人八達通，可獲HK$20儲值額回贈。
填寫實體表格申請表時須附上個人證件相片，然後須交予就讀學校蓋印。再於學校蓋印後14日之內連同HK$90申請款項，交到各港鐵客務中心。遞交申請表時會獲發收據，證明已收妥申請表及費用。並於收到郵寄信件連新卡後，到任何一個鐵客務中心辦理啟動「學生身分」手續。
使用網上申請時須上載個人證件相片及該學年有效學生證，然後即時以八達通／八達通錢包／信用卡繳付HK$90申請款項。並於收到郵寄信件連新卡後，到任何一個鐵客務中心辦理啟動「學生身分」手續。
由交表後起計，處理新的個人八達通的申請一般需時4至6星期。

### 申請啟動／延續個人八達通內「學生身分」
- 已持有相片個人八達通，但卡上並未有「學生身分」
- 個人八達通已註有「學生身分」，但即將到期

以上情況，則可填妥申請表啟動／延續，將申請表交予就讀學校蓋印。在9月1日至10月14日交表啟動／延續「學生身份」，可直接放入各客務中心旁專用收集箱內；在該日之後，則需交給客務中心職員。
交表後應於申請上寫明之指定日期，憑八達通卡到任何港鐵客務中心繳付行政費HK$20啟動「學生身分」。
申請人亦可直接透過 MTR Mobile 或「港鐵學生乘車優惠計劃網站」() 提交證明文件及上載有效學生證。申請獲確認後，申請人可透過電郵內之連結，轉駁至八達通 App 繳付申請費及辦理手續，毋須前往港鐵客務中心辦理。
如「學生身分」到期年份的11月1日前仍未辦妥手續，由當日起使用該八達通乘搭港鐵，會被扣除成人車費。
由交表後起計，處理啟動或延續「學生身分」的申請一般需時2星期。

## 臨時學生八達通
首次申請「學生身分」個人八達通、或申請啟動個人八達通上的「學生身分」的申請人，遞交實體申請表時，將獲發收據；而使用網上申請時，將會獲發有關電郵通知。申請人可憑此收據或申請電郵在各港鐵客務中心領取「臨時學生身分」證明（只適用於網上申請）及購買「臨時學生八達通」，以便在處理申請期間手續享有優惠。該收據或「臨時學生身分」證明於發出後60天內有效。
「臨時學生八達通」，售價為HK$70（包括HK$50按金及HK$20儲值額）。使用此卡時，申請人須隨身攜帶收據／「臨時學生身分」證明及該年度的學生證，直至領取新卡或已啟動「學生身分」為止。當申請人已領取新卡或已啟動「學生身分」，可到各港鐵客務中心退還「臨時學生八達通」並領取按金及餘額，毋須繳付手續費。「臨時學生八達通」上的「學生身分」有效期購買日期起92日。如「學生身分」期限已過，則作一般成人八達通使用。
若申請未被接納，而申請人已購買「臨時學生八達通」，申請人必須立即停止使用，並到各港鐵客務中心退回「臨時學生八達通」。若申請人繼續使用「臨時學生八達通」，會被視作無票乘車，並須繳付HK$1,000附加費。
「臨時學生八達通」已於2022/23學年起停止發售。

## 報失八達通
當遺失或遭盜竊「學生身分」個人八達通，應盡快經八達通公司網頁，或致電八達通報失熱綫（852）2266 2266報失。報失時應同時選擇办理新卡，否則將沒有「學生身分」優惠。舊卡將成功報失後三小時後鎖上。餘額及按金在扣除手續費及卡成本費後，郵寄新八達通內附有餘額及學生身份至住址。
在等候補領新卡期間，如欲繼續享用「港鐵學生乘車優惠計劃」的特惠車費，應前往各港鐵客務中心（機場快綫除外）購買「臨時學生八達通」。

## 使用單程票／車票二維碼之安排
- 2008年9月28日前，本優惠計劃擴展至前九鐵路綫之前，由於當時八達通的最低增值額為HK$50，為方便未有足夠現金增值的學生，港鐵容許享用本計劃的學生，不一定要以「學生身分」個人八達通繳付車費，亦可使用特惠單程票乘搭港島綫、荃灣綫、觀塘綫、將軍澳綫、東涌綫及迪士尼綫，如遇職員查票，須出示有效「學生身分」個人八達通，則可證明其學生身分，否則視作無票乘車，並須繳付HK$1,000附加費。
- 由2008年9月28日起，港鐵取消此安排，享用本計劃的學生，乘搭港鐵或輕鐵，如欲享特惠車費，必須以「學生身分」個人八達通繳付車費；如使用單程票／車票二維碼，即使持「學生身分」個人八達通，也必須使用成人單程票／車票二維碼，使用特惠單程票／車票二維碼會視作無票乘車，並須繳付HK$1,000（港鐵）／HK$370（輕鐵）附加費。同日起，於港鐵客務中心增值「學生身分」個人八達通，最低增值額下調至HK$10。
- 而以「搭十送一」只可換取免費單程票（特惠），在使用免費單程票（特惠）時，必須隨身攜帶「學生身分」個人八達通或港鐵公司發出的有關收據及該年度的有效學生證，如遇職員查票，必須出示其八達通或有關收據，否則視作無票乘車，並須繳付HK$1,000附加費。

## 原站出入閘的收費
- 羅湖站或落馬洲站：該站之最低額成人車費(HK$25.7)，而超過20分鐘後，若該八達通卡已取得「頭等確認」，則須繳付該站之最低額成人頭等車費(HK$51.4)。
- 其他港鐵站（輕鐵除外）：港鐵之最低額特惠車費(HK$1.4)，而超過20分鐘後須繳付HK$5（如已取得「頭等確認」須額外繳付東鐵綫最低額成人普通等車費(HK$3.9)）；如在美孚站入閘，如使用「付費通道使用核准機」確認後，並於入閘20分鐘內原站出閘，則豁免收費。

有關收費只於個人八達通上註有「學生身分」才生效。此收費不適用於車票二維碼。

## 查票
如遇港鐵職員查票，必須出示以下證明，否則視作無票乘車，並須繳付HK$1,000(港鐵)／HK$370(輕鐵)：

### 「學生身分」個人八達通
- 已有入閘記錄的相關八達通的卡背
- 有效的身分證明文件[3][4]

### 臨時學生八達通
- 已有入閘記錄的臨時學生八達通
- 港鐵公司發出的收據／「臨時學生身分」證明
- 該年度的有效學生證

### 特惠單程票(2008年9月28日前及只適用於指定路綫)
- 已有入閘記錄的單程票
- 該八達通的卡背或港鐵公司發出的有關收據／「臨時學生身分」證明
- 有效的身分證明文件[3][4]
- 該年度的有效學生證（只適用於處理申請／啟動「學生身分」個人八達通者）

### 免費單程票（特惠）
- 已有入閘記錄的免費單程票
- 該八達通的卡背或港鐵公司發出的有關收據／「臨時學生身分」證明
- 有效的身分證明文件[3][4]
- 該年度的有效學生證（只適用於處理申請／啟動「學生身分」個人八達通者）

## 可增值金額
為方便只攜帶小量現金外出的學生，於港鐵客務中心增值「學生身分」個人八達通，最低增值額下調至HK$10之倍數。

## 歷史

### 1981年
香港政府設立「學生乘搭車船優待證計劃」，所有12至25歲的日校學生，無須任何經濟狀況調查，均獲發「學生乘搭車船優待證」（下稱：學生優待證），憑證可以成人收費的半價乘搭公共交通工具。政府同時撥款予公共交通營辦商，以彌補其因而損失的收入。

### 1988年
政府修訂前述計劃，取消新簽發／延續學生優待證，及逐步取消撥款，改為向學生或其家庭發放資助。各公共交通營辦商，因不再獲有關撥款，陸續取消學生優惠（即1988年9月起停止接受新申請／延續學生優待證期限，當學生優待證有效期屆滿後，便須於該年的10月1日起支付成人車／船費），從此所有年滿12歲的乘客，包括學生，均須付成人車／船費，一直至今。而小童（3至11歲）優惠則保留。
唯有地鐵公司（即現港鐵公司），仍自資保留學生車費優惠，故設立本計劃（當時稱「地鐵學生乘車優惠計劃」），向合資格學生簽發「地鐵學生乘車證」（下稱：地鐵乘車證）（此證後來演變成「「學生身分」個人八達通」），乘搭地鐵時㩦帶此證，可以小童及學生通用儲值票或小童／學生單程票繳付車費，約為成人車費的半價（下稱：特惠車費）。如遇職員查票，須出示此證。如無㩦帶此證，須付成人車費。此證的有效期，最少由學年開始的9月1日至翌年10月31日，即14個月。
本計劃一直延續至今。
而另一鐵路營辦商九廣鐵路公司（下稱：九鐵），則一如其他公共交通營辦商，不設學生優惠，所有年滿12歲的乘客，包括學生，均須付成人車費。同樣是鐵路，地鐵提供學生車費優惠，甚至年長達27歲也可受惠（未滿26歲的合資格學生均可申請本計劃，以遞交申請表時的年齡為準。如前述，本計劃的受惠期最少為9月1日至翌年10月31日此14個月，故實際上最年長的受惠年齡，可達27歲當年的10月31日）；九鐵卻沒有提供，12歲即須付成人車費，無疑形成強烈對比。尤其諷刺的是，「湊巧地」，香港鐵路綫當中，以九鐵英段（大致為現東鐵綫）沿綫有最多專上院校（現時沿線設有3間大學位於車站附近、2間大學位於附近車站轉乘其他交通工具或步行逾20分鐘及1間學院位於兩個車站之間），當中甚至有一個主要服務香港中文大學、且名為「大學」的車站，但卻偏偏不設學生車費優惠。又偶有年滿12歲的合資格學生，尤其是較少乘搭九鐵者，不清楚這個兩鐵分歧，乘搭九鐵時誤購小童票，而被九鐵罰款。
之後長達近20年，縱使輿論多次就此指摘九鐵，要求九鐵和地鐵看齊，提供學生車費優惠，但九鐵一直堅拒。直到2008年9月底，九鐵收費系統與港鐵完成合併。

### 1990年
取消小童及學生通用儲值票，把「小童」（3至11歲）及「學生」（12至25歲，持有效地鐵乘車證）分家，推出小童通用儲值票及學生通用儲值票，享用本計劃的學生，如使用通用儲值票，必須使用學生通用儲值票。以學生通用儲值票乘搭地鐵，會扣除特惠車費；乘搭包括九鐵的其他公共交通，則扣除成人車費。

### 1991年
10月1日，最後一批，即1987/88學年發出的優待證，有效期屆滿，由當日起所有年滿12歲的乘客，包括學生，乘搭地鐵以外的公共交通，均須付成人車／船費，不設學生優惠。

### 1993年
9月1日，為配合地鐵於1992年5月1日推出的長者乘車優惠，小童／學生單程票更名為特惠單程票，該票亦擴展至長者適用。

### 1997年
9月1日，適用於多種公共交通的電子貨幣系統八達通正式推出，設有普通學生八達通（紫色卡面）及「學生身分」個人八達通（多色卡面），與學生通用儲值票相同，以其乘搭地鐵，會扣除特惠車費。地鐵視「學生身分」個人八達通等同地鐵乘車證，合資格學生只須持有其中之一，即可享用本計劃（直到2003年9月，地鐵停發地鐵乘車證。2005年11月1日，最後一批地鐵乘車證有效期屆滿，全面以「學生身分」個人八達通取代）。
如使用普通學生八達通，須同時㩦帶有效地鐵乘車證，否則視作濫用特惠車費，並須繳付HK$100附加費（於2000年4月1日及2023年6月25日起，分別上調至HK$500／$1,000）。
如使用「學生身分」個人八達通，則無須地鐵乘車證，也不一定要以其繳付車費，可以選用學生通用儲值票或特惠單程票或普通學生八達通，唯如遇職員查票，須出示有效「學生身份」個人八達通以作證明（直到2008年9月27日）。
換言之，享用本計劃的學生，乘搭地鐵如欲享特惠車費，當時有7種選擇：
|   | 繳付車費方式           | 證明享用本計劃方式     | 現況   | 備註 |
| - | ---------------------- | ---------------------- | ------ | --- |
| 1 | 「學生身分」個人八達通 | 同左，無須另外證明     | 仍適用 | 2008年9月28日起，享用本計劃的合資格學生，唯一可享用特惠車費的方式                                                             |
| 2 | 學生通用儲值票         | 地鐵乘車證             | 不適用 | 1999年1月2日起，通用儲值票停用，全面以八達通取代                                                                              |
| 3 | 特惠單程票             | 地鐵乘車證             | 不適用 | 2005年11月1日起，最後一批地鐵乘車證有效期屆滿，並不再簽發，全面以「學生身分」個人八達通取代                                   |
| 4 | 普通學生八達通         | 地鐵乘車證             | 不適用 | 2005年11月1日起，最後一批地鐵乘車證有效期屆滿，並不再簽發，全面以「學生身分」個人八達通取代                                   |
| 5 | 學生通用儲值票         | 「學生身分」個人八達通 | 不適用 | 1999年1月2日起，通用儲值票停用，全面以八達通取代                                                                              |
| 6 | 特惠單程票             | 「學生身分」個人八達通 | 不適用 | 2008年9月28日起，所有12至64歲的乘客，無論任何情況，包括享用本計劃、持「學生身分」個人八達通的合資格學生，均不可使用特惠單程票 |
| 7 | 普通學生八達通         | 「學生身分」個人八達通 | 不適用 | 2006年2月1日起，以普通學生八達通乘搭地鐵，會扣除成人車費                                                                      |

九鐵旗下的輕鐵，亦接受居住及／或就讀於屯門區或元朗區的合資格學生申請「學生身分」個人八達通，但輕鐵不設學生特惠車費，而是提供相對較成人優待的學生積分優惠計劃，以「學生身分」個人八達通於4天內乘搭輕鐵滿HK$12即獲120分，於下一程輕鐵可享HK$3.4的折扣。
普通學生八達通及「學生身分」個人八達通，與學生通用儲值票相同，僅乘搭地鐵會扣除特惠車費；乘搭包括九鐵的其他公共交通，均會扣除成人車／船費。

### 1998年
7月6日，地鐵機場快綫通車，但不設學生特惠車費，所有年滿12歲的乘客，包括已享有本計劃的學生，乘搭機場快綫時，仍須繳付成人車費。

### 1999年
9月，地鐵向新申請或續期的地鐵學生乘車證學生，收取行政費，每次HK$20；而向輕鐵啟動或延續其個人八達通內的「學生身分」則毋須行政費。

### 2002年
9月，地鐵最後一年簽發地鐵乘車證，之後全面以「學生身分」個人八達通取代地鐵乘車證。

### 2003年
9月，地鐵停止簽發地鐵乘車證，所有享用本計劃的學生，如無有效地鐵乘車證，必須申請「學生身分」個人八達通。向地鐵申請「學生身分」個人八達通，費用為HK$90，包括HK$50按金、HK$20手續費、HK$20地鐵公司的行政費，而首次申請學生身份個人八達通，則可獲HK$20額外儲值額。

### 2005年
11月1日，最後一批，即2002/03學年簽發予中一學生，有效期3年的地鐵乘車證，有效期屆滿。從此所有享用本計劃的學生，都必須使用「學生身分」個人八達通。同日起地鐵停售普通學生八達通。

### 2006年
2月1日，使用普通學生八達通乘搭地鐵，會扣除成人收費。

### 2007年
12月2日，兩鐵合併，地鐵改稱港鐵，同時接管九鐵公司路綫及服務（即東鐵綫、馬鞍山綫、西鐵綫、輕鐵、城際直通車、港鐵巴士(新界西北）、港鐵接駁巴士），但港鐵拒絕把本計劃擴展至原九鐵路綫，享用本計劃的學生，乘搭原九鐵路綫，仍須付成人車費。而在原兩鐵轉綫站（即九龍塘站、美孚站、南昌站、尖沙咀站／尖東站）轉綫，則可享相等於成人車費百分比的減幅。另外，於兩鐵合併首2星期，由於收費系統軟件問題，使用學生租用版八達通乘搭港鐵，如車程曾於前兩鐵轉綫站轉綫，將會被多扣車費。

### 2008年
7月16日，時任行政長官曾蔭權推出的利民紓困措施，提出會將本計劃推廣至原九鐵路綫（羅湖站及落馬洲站、城際直通車、港鐵接駁巴士除外）。17日，港鐵宣佈，會配合前述措施，並表示將於同年10月前實施。
9月1日，兩鐵合併後，首個新學年開學，輕鐵以外的原九鐵路綫，即東鐵綫（羅湖站、落馬洲站及馬場站除外）、馬鞍山綫及西鐵綫的客務中心，首次接受申請「學生身分」個人八達通，以及啟動／延續其個人八達通卡內的「學生身分」。此外，向輕鐵申請「學生身分」個人八達通費用與港鐵相同，而啟動／延續其個人八達通內的「學生身分」則須繳付HK$20。
9月28日，原兩鐵轉綫站（尖沙咀站／尖東站除外）部份閘機拆除，於這些車站作前兩鐵路綫之間轉綫，無須再經閘機。本計劃擴展至原九鐵路綫（羅湖站及落馬洲站、港鐵接駁巴士除外），享用本計劃的學生，雖終可以特惠車費乘搭原九鐵路綫，但特惠車費卻未必是成人車費的半價，如車程涉及羅湖站或落馬洲站、東鐵綫頭等車廂、港鐵接駁巴士，學生特惠車費會遠高於成人車費的半價，甚至與成人車費相同，詳見前述港鐵學生乘車優惠計劃#優惠資料。同時取消輕鐵「學生身分」個人八達通積分優惠。
同日起，享用本計劃的合資格學生，如欲享用特惠車費，必須以「學生身分」個人八達通繳付車費。所有12至64歲的乘客，無論任何情況，包括享用本計劃、持「學生身分」個人八達通的合資格學生，如使用單程票，均必須使用成人單程票，而不可使用特惠單程票，否則會被視作濫用特惠車費，須繳付HK$1,000（港鐵）／HK$370（輕鐵）附加費。
同日起，為方便只攜帶小量現金外出的學生，於港鐵客務中心增值「學生身分」個人八達通，最低增值額下調至HK$10。

### 2012年
9月，更改部份級別學生身份個人八達通的「學生身份」有效年期：小四或以下改為6年、小五改為5年、小六改為4年、中四改為3年、中五改為2年，另外特殊學校學生的「學生身分」，則按課程而定：就讀與小學、中學相同年級者，與有關級別相同，但有效至少3年（以較長者為準），其他特殊學校學生有效為3年。其餘適用日期不變；另外，本計劃的申請表亦可於港鐵網站下載。

### 2015年
1月21日，港鐵宣佈，在年初二及年初三(2015年2月20日及2月21日)為小童／長者使用小童／長者八達通，以及合資格學生／殘疾人士使用「學生身份」／「殘疾人士身份」八達通，提供每程HK$1之乘車優惠。
5月29日：港鐵宣佈，2015年6月加價，同時宣佈在6個指定節日推出｢港鐵節折賞｣，在聖誕節（2015年12月26日及12月27日）、年初二及年初三（2016年2月9日及2月10日)及復活節(2016年3月25日及3月26日）為小童／長者使用小童／長者八達通，以及合資格學生／殘疾人士使用「學生身份」／「殘疾人士身份」八達通提供每程HK$1之乘車優惠。

### 2016年
5月30日，港鐵宣佈2016年6月港鐵加價，同時宣佈在2016年11月至2017年3月的首個星期六（即2016年11月5日、12月3日及2017年1月7日、2月4日及3月4日）為小童／長者使用小童／長者八達通，以及合資格學生／殘疾人士使用「學生身份」／「殘疾人士身份」八達通提供每程HK$1之乘車優惠。

### 2017年
8月22日，港鐵宣佈，為慶祝香港回歸20週年，在2017年10月1日及10月2日為小童／長者使用小童／長者八達通，以及合資格學生／殘疾人士使用「學生身份」／「殘疾人士身份」八達通提供每程HK$1之乘車優惠。

### 2018年
10月29日，港鐵宣佈，因應本年10月16日早上港島綫、荃灣綫、觀塘綫及將軍澳綫發生嚴重訊號故障，在2018年11月4日及11月5日為小童／長者使用小童／長者八達通，以及合資格學生／殘疾人士使用「學生身分」／「殘疾人士身分」八達通提供每程HK$1之乘車優惠。

### 2019年
3月29日，港鐵宣佈，因應本年3月18日至3月19日的港鐵中環站列車相撞事故及3月24日凌晨至早上欣澳站附近供電故障，在2019年5月11日至5月13日為小童／長者使用小童／長者八達通，以及合資格學生／殘疾人士使用「學生身分」／「殘疾人士身分」八達通提供每程HK$1之乘車優惠。

### 2020年
9月，小學、中學或特殊學校申請人，除可使用原有實體表格申請啟動／延續個人八達通內「學生身分」外，亦可直接透過 MTR Mobile 或「港鐵學生乘車優惠計劃網站」() 提交證明文件。申請獲確認後，申請人可透過八達通App繳付申請費及辦理手續，毋須前往港鐵客務中心辦理手續。

### 2021年
9月，所有合資格申請人，除可使用原有實體表格申請啟動／延續個人八達通內「學生身分」外，亦可直接透過 MTR Mobile 或「港鐵學生乘車優惠計劃網站」() 提交證明文件。申請獲確認後，申請人可透過八達通App繳付申請費及辦理手續，毋須前往港鐵客務中心辦理手續。；申請全新「學生身分」個人八達通（不論使用實體表格或網上申請），會郵寄至其通訊地址，然後按指示到港鐵客務中心辦理手續（實體表格申請）／以八達通App確認新卡，並使用程式的NFC功能啟動新卡（網上申請），即可享用本計劃。

### 2022年
2月27日：學生如使用「學生身分」個人八達通原站出入閘如超過20分鐘後，如已取得「頭等確認」，除須繳付原有的HK$5外，另須繳付東鐵綫最低額成人頭等車費。
8月18日：所有合資格申請人，申請請盡量透過 MTR Mobile 或「港鐵學生乘車優惠計劃網站」() 提交證明文件，而實體表格則只於港鐵客務中心、以及港鐵各學生乘車優惠計劃辦事處（金鐘站、大圍站及兆康站）有限度派發。申請獲確認後，申請人可透過八達通App繳付申請費及辦理手續，毋須前往港鐵客務中心辦理手續，申請費用接受AlipayHK付款。同時新發出的「學生身分」個人八達通改為直接郵寄予該申請人住址，不再在車站內設置特別櫃檯取卡。